# Bund der Kommunisten Mazedoniens
Der Bund der Kommunisten Mazedoniens (mazedonisch Сојуз на комунистите на Македонија Sojuz na Komunistite na Makedonija, СКМ/SKM) war eine kommunistische Partei in der Sozialistischen Republik Mazedonien und ein Teil des Bundes der Kommunisten Jugoslawiens, der Regierungspartei im ehemaligen Jugoslawien.

## Geschichte
Die Partei wurde 1943 als Kommunistische Partei Makedoniens gegründet, bevor sie in die Kommunistische Partei Jugoslawiens eingegliedert wurde. Aus dem Bund wurde der Antifaschistische Rat der Volksbefreiung Mazedoniens 1944 gebildet, das oberste Staatsorgan des mazedonischen Teilstaates des von den kommunistischen, jugoslawischen Partisanen geschaffenen neuen föderativen Jugoslawiens. 
Die Parteiführung bildete das Zentralkomitee, dessen Vorsitz der Präsident des Zentralkomitees der Sozialistischen Republik Makedoniens bildete. Die Politik dieser Organisation wurde auf Kongressen entschieden. Auf dem 11. Kongress der Partei am 20. April 1990 wurde das politische System verändert. Aus der kommunistischen Partei wurde eine sozialdemokratische und sie wurde zu Sozialdemokratische Liga Mazedoniens umbenannt.

## Parteiführer
1. Lazar Koliševski (März 1943 – Juli 1963)[2]
2. Krste Crvenkovski (Juli 1963 – März 1969)[3]
3. Angel Čemerski (März 1969 – Mai 1982)[4]
4. Krste Markovski (Mai 1982 – 5. Mai 1984)
5. Milan Pančevski (5. Mai 1984 – Juni 1986)[5]
6. Jakov Lazarovski (Juni 1986–1989)
7. Petar Gošev (1989 – April 1991)

## Hintergrundliteratur
- Dimitar Bechev: Historical Dictionary of North Macedonia, 2019, ISBN 978-1-5381-1962-4 (Onlineversion (Auszug))